# Before Stonewall
Before Stonewall (Originaltitel: Before Stonewall: The Making of a Gay and Lesbian Community) ist ein US-amerikanischer Dokumentarfilm aus dem Jahr 1984 über die LGBT-Community vor den Stonewall-Unruhen des Jahres 1969. Umgesetzt mit der Erzählstimme von Rita Mae Brown, unter der Regie von Greta Schiller und Co-Regie von Robert Rosenberg, wurde Before Stonewall 1984 auf dem Toronto International Film Festival uraufgeführt.

## Handlung
Der Dokumentarfilm Before Stonewall  beleuchtet das Leben und den Alltag der LGBT-Community in den USA vor den Ereignissen von Stonewall. Der Film bezieht sich auf den Wendepunkt in der LGBT-Bewegung, der sich in der Nacht vom 27. auf den 28. Juni 1969 in der Christopher Street in New York ereignete. Dort widersetzte sich eine Gruppe von homosexuellen und transsexuellen Personen der Polizei, die versuchte, die Bar Stonewall-Inn zu räumen. Dieser Widerstand und die darauffolgenden Unruhen und Demonstrationen markierten einen Meilenstein im Kampf um Anerkennung und Gleichstellung der LGBT-Bewegung in den USA. Jährlich wird weltweit in Christopher-Street-Day-Paraden an diese Nacht erinnert.
Der Film erzählt chronologisch anhand von Archivmaterialien, Filmausschnitten und Fotos die Geschichte des allmählichen Sichtbarwerdens der nicht-heterosexuellen Bevölkerungsgruppen in der US-amerikanischen Gesellschaft seit Beginn des 20. Jahrhunderts. Speakeasies und Rent Cafés im Harlem der 1930er sind Gegenstand der Dokumentation, gleichgeschlechtliche Freundschaften in den Fabriken und im Militär während des Zweiten Weltkriegs, die Hexenjagd auf Homosexuelle seitens der US-Regierung während der McCarthy-Ära in den 1950er Jahren, die Beat-Poeten-Szene der 1960er, Einflüsse aus der Schwarzen- und Frauenbewegung. Daneben kommen Zeitzeuginnen und Zeitzeugen aus der LGBT-Community zu Wort, die ihre persönlichen Erfahrungen und Erlebnisse teilen.
Emmy-Preisträgerin Andrea Weiss brachte umfangreiche Recherchen ein. Zudem enthält der Film Interviews mit bekannten US-amerikanischen Persönlichkeiten wie dem Beat-Poeten Allen Ginsberg und der Dichterin und Aktivistin Audre Lorde.

## Mitwirkende Zeitzeugen und Zeitzeuginnen
- Ann Bannon
- Lisa Ben
- Gladys Bentley
- Ivy Bottini
- George Buse
- Carroll Davis
- Martin Duberman
- Allen Ginsberg
- Barbara Gittings
- Barbara Grier
- Mabel Hampton
- Harry Hay
- Dorothy „Smilie“ Hillaire
- Evelyn Hooker
- Red Jordan Arobateau
- Frank Kameny
- Jim Kepner
- Audre Lorde
- Bruce Nugent
- Nell „Johnnie“ Phelps
- Craig Rodwell
- José Sarria

## Festivals und Archive
Anlässlich des 30-jährigen Jubiläums der Teddy Awards wurde der Film im Februar 2016 auf den 66. Internationalen Filmfestspielen Berlin gezeigt. Zum 50. Jahrestag der Stonewall-Unruhen im Jahr 2019 wurde der Film restauriert und von First Run Features im Juni 2019 herausgebracht. Später im Jahr 2019 wurde der Film von der Library of Congress für die Aufnahme in das United States National Film Registry als „kulturell, historisch oder ästhetisch bedeutsam“ ausgewählt.

## Preise und Auszeichnungen
Before Stonewall wurde 1985 für den Großen Preis der Jury beim Sundance Film Festival nominiert. Er gewann den Preis für den besten Film auf dem Houston International Film Festival, den Preis für den besten Dokumentarfilm auf Filmex, den ersten Platz auf dem National Educational Film Festival und eine lobende Erwähnung auf dem Global Village Documentary Festival. Im Jahr 1987 wurde der Film mit dem Emmy Award für das beste historische/kulturelle Programm und die beste Recherche ausgezeichnet. 1989 gewann er die Festival’s Plate beim Torino International Gay & Lesbian Film Festival.

## Rezeption
Für den US-amerikanischen Filmkritiker David-Elijah Nahmod ist Before Stonewall „ein wichtiges historisches Dokument“, da hier letzte lebende Zeitzeugen der Jahre vor dem Zweiten Weltkrieg zu Wort kämen. Er sei „ein eindrucksvolles Zeugnis dafür, wie schwierig und gefährlich das Leben für queere Menschen in den 1920er, 30er, 40er und 50er Jahren“ gewesen sei, „die gezwungen waren, im Verborgenen zu leben, zu einer Zeit, als das Out-sein oder die ‚Aufdeckung‘ durch andere zu Verhaftung, zum Verlust des Arbeitsplatzes oder sogar zu Gefängnisstrafen führen konnte“, wie er im Magazin Bay Area Reporter ausführte.
Rezensent Ed Jackson schrieb im Magazin Body Politic: „Wie alle Überblicksfilme ist auch Before Stonewall von uneinheitlicher Qualität. Er ist geradlinig und chronologisch aufgebaut, schafft es aber nur selten, sein Material kreativ zu nutzen.“ Unabhängig von den Stärken des verwendeten dokumentarischen Materials sei der Film jedoch etwas schwach in seinem Verständnis für die historische Entwicklung einer eigenen Identität der Homosexuellenbewegung. „Jedes vorgestellte Jahrzehnt scheint praktisch in sich abgeschlossen zu sein, und die Beziehung zwischen der Entwicklung eines homosexuellen Lebens und größeren gesellschaftlichen Trends bleibt oft vage und unerklärt.“ Er lobt jedoch, dass „die starke Präsenz von Lesben in diesem Film ist eine seiner Stärken“ sei. Die ausgeglichene Genderrepräsentation im Film sei laut Greta Schiller wohl auf ein zähes Ringen innerhalb des Produktionsteams zurückzuführen. Seiner Ansicht nach hätten sich diese Kämpfe angesichts des Ergebnisses ausgezahlt.
Der New Yorker Filmkritiker George de Stefano findet in der Zeitschrift The Nation den Film „aufschlussreich und unterhaltsam, voll ikonoklastischem Humor und einem kämpferischen, engagierten Geist“. Für ihn verkörpere Before Stonewall „dieses schwer fassbare Etwas, das als homosexuelle Sensibilität bekannt“ sei.
Der deutsche Autor Matthias Frings beleuchtet im Juli 2024 im Sissy Magazin, wie vermeintlich alltägliche Ereignisse das Leben und die Geschichte zahlreicher LGBTQ-Personen beeinflussen. Insbesondere in der westlichen Welt markiert Stonewall einen solchen Wendepunkt. Frings stellt fest, dass es zumindest was die westliche Welt betrifft, für die Bewegung ein „Vor Stonewall“ und ein „Nach Stonewall“ gibt. Der Film zeigt auch, dass es nicht immer „Big Names“ als Interviewpartner braucht, um einem Dokumentarfilm Substanz und Authentizität zu verleihen.

## Weitere Filme mit Bezug auf Stonewall
- 1999: After Stonewall, Regie: John Scagliotti
- 1984: Wer war Harvey Milk?, Regie: Rob Epstein
- 2015: Stonewall, Regie: Roland Emmerich